# Jakub Szkiłłądź
Jakub Szkiłłądź (ur. 1810 na Litwie, zm. 21 lutego (kalendarz juliański: 9 lutego) 1884 w Petersburgu) – polski duchowny katolicki, dominikanin, przez wiele lat pracujący w Petersburgu.
W Petersburgu przebywał od 1839. W 1864 zastąpił Dominika Stacewicza na stanowisku przeora petersburskiego konwentu dominikańskiego, był także proboszczem tamtejszej parafii św. Katarzyny. Cieszył się opinią księdza pełnego energii, reformatora oświatowego; pod jego kierunkiem żeńska szkoła przy parafii św. Katarzyny przekształcona została w placówkę 7-klasową (bez uwzględnienia klas przygotowawczych), z programem żeńskich rosyjskich gimnazjów państwowych. Pozostawał przeorem do 1874.
Lata 1878-1883 spędził na zesłaniu w Agłonie koło Dyneburga, naraziwszy się władzom carskim za aktywność w środowisku Polonii petersburskiej. Po powrocie do Petersburga latem 1883 otrzymał godność przeora dożywotnio, zmarł jednak już kilka miesięcy później.